# Ullerella
Ullerella is een geslacht van uitgestorven kreeftachtigen uit de klasse van de Ostracoda (mosselkreeftjes).

## Soorten
- Ullerella carbonica Pribyl, 1962 †
- Ullerella concentrica (Kummerow, 1953) Pribyl, 1962 †
- Ullerella holtedahli (Dons, 1949) Pribyl, 1962 †
- Ullerella triplicata Henningsmoen, 1953 †
- Ullerella ulli (Dons, 1949) Henningsmoen, 1950 †
- Ullerella ventroplicata Henningsmoen, 1953 †